# 笠泉里
笠 泉里（りゅう せんり、1999年7月12日 - ）は、福岡県出身のハンドボール選手。日本ハンドボールリーグのソニーセミコンダクタマニュファクチャリング所属。

## 経歴
2022年、日本ハンドボールリーグのソニーセミコンダクタマニュファクチャリングへ加入。

## 詳細情報

### 年度別成績
| 年       | チーム   | 試合 | フィールド 得点 | 率   | 7m | 合計  | 警告 | 退場 | 失格 |
| -------- | -------- | ---- | --------------- | ---- | -- | ----- | ---- | ---- | ---- |
| 2022-23  | ソニー   | 15   | 38/59           | .644 | -  | 38/59 | 0    | 1    | 0    |
| JHL：2年 | JHL：2年 | 15   | 38/59           | .644 | -  | 38/59 | 0    | 1    | 0    |

### 記録
- フィールドゴール初得点：2022年7月24日、対飛騨高山ブラックブルズ戦（飛騨高山ビッグアリーナ）[2]

### 背番号
- 29 (2022年 - )